# Tetragnatha javana
Tetragnatha javana este o specie de păianjeni din genul Tetragnatha, familia Tetragnathidae. A fost descrisă pentru prima dată de Thorell, 1890. Conform Catalogue of Life specia Tetragnatha javana nu are subspecii cunoscute.

## Galerie

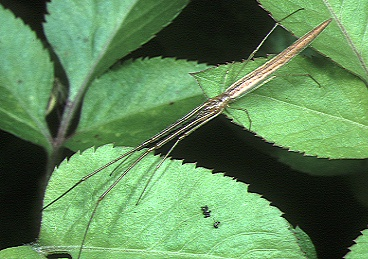
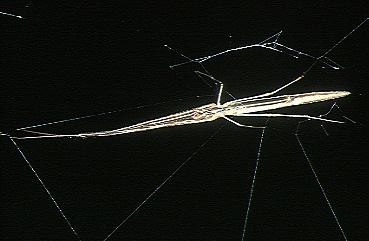
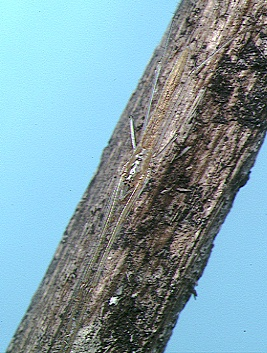